# FN FAL
FN FAL (фр. Fusil Automatique Leger — легка автоматична гвинтівка) — один із найвідоміших і розповсюджених зразків зброї розроблених в ХХ столітті. Випускався бельгійською фірмою Fabrique Nationale автомат використовувався більше ніж у сімдесяти і офіційно випускався в десяти країнах по всьому світу.

## Історія
Після Другої світової війни повсюдно була визнана значимість і ефективність особистої автоматичної зброї піхоти. Армії розвинених країн активно переозброювалися згідно з останніми технічними рішеннями. Пістолети-кулемети, що використовують пістолетний набій, вже не могли задовольнити потреби армійських замовників. А автоматичні гвинтівки хоч і володіли більш потужним набоєм, але мали обмежений боєкомплект (через велику вагу і розміри боєприпасів) і незадовільну точність стрільби при веденні вогню чергами (через високу віддачу). В кінці Другої світової війни в нацистській Німеччині був створений проміжний набій, який за потужністю і розмірами перевершував пістолетний, але поступався гвинтівковому. Ідея використання подібного класу боєприпасів при створенні нових зразків зброї широко поширилася по всьому світу.
У 1946 році Бельгія починає розробку нової зброї під німецький набій 7.92x33mm Kurz, команду розробників фірми FN Herstal очолив Д.Сев, що у той-же час займався розробкою гвинтівки під класичний гвинтівочний набій. Головними інженерами проекту були Д'єдонне Сев і Ернест Верв'є. Паралельно зі створенням гвинтівки під німецький проміжний набій 7,92×33 мм велася розробка варіантів FAL під стандартні гвинтівочні боєприпаси, в 1949 році з'явився варіант під проміжний набій англійської розробки 7×43 мм. У 1950 році модифікації під англійські та німецькі набої проходять тестування в США. У 1959 році випускається варіант гвинтівки під так званий компромісний набій 7,62х51 мм, що згодом став штатним набоєм військ НАТО. Отримавши найменування FN FAL — легка автоматична гвинтівка, зброя швидко набуває популярності. FN FAL була прийнята на озброєння більш ніж у 70 країнах світу. Ліцензія на виробництво була придбана багатьма країнами; найбільш великими виробниками стали Бельгія, Австрія (компанія Steyr), Велика Британія (RSAF Enfield і BSA), Австралія (арсенал Lithgow), Бразилія (IMBEL). 
Також через ПАР та Ізраїль гвинтівка потрапляла на озброєння Родезійських Сил Безпеки у 1960-1970-х роках. Оскільки країна не мала офіційного статусу та перебувала під ембарго ООН, то зброя постачалась до Родезії нелегально, а на самих автоматах затирали серійні номери та герб ПАР.
У більшості країн виробництво було згорнуто в період з 1970 по 1980 роки. На початку XXI століття найбільш активними виробниками залишаються Бразилія і США. В Америці високий обсяг виробництва обумовлюється наявністю безлічі модифікацій FN FAL, в тому числі і для цивільних осіб.
В 2022 році, після початку російського вторгнення в Україну, певна кількість FN FAL була передана ЗСУ в якості закордонної допомоги.

## Переваги та недоліки
Переваги:
- Відносно висока купчастість стрільби на дистанції до 1000 метрів при веденні вогню одиночними[9].
- Висока забійна, пробивна і вражаюча здатність використовуваного набою 7,62×51 мм НАТО. Потужний набій і відносно стабільна і важка куля дозволяють вести ефективний вогонь в умовах густої рослинності і пересіченій місцевості, не побоюючись відхилення кулі в результаті зіткнення з листям або дрібними гілками рослинності, а також забезпечують ефективне враження цілей, захищених бронежилетами[10].

Недоліки:
- Вкрай низька купчастість при веденні вогню чергами, навіть у варіанті ручного кулемета з обваженим стволом і сошками[11].
- Низька стійкість до запилення і засмічення дрібним сміттям і піском.
- Велика вага боєприпасів і, як наслідок, обмеження носимого боєзапасу[12].
- Велика вага самої гвинтівки.
- Відведення порохових газів поряд з мушкою може викликати додаткові проблеми при прицілюванні в разі ведення інтенсивного вогню.